# Ordem do Mérito do Chile
A Ordem do Mérito do Chile foi criada em 1929 para corresponder ao atendimento prestado por exércitos estrangeiros a oficiais chilenos que estavam adidos  em países amigos. O seu antecessor foi a Medalha do Mérito Militar criado durante o governo do presidente Germán Riesco através do decreto 1.350 de 14 de setembro de 1906 do Ministério da Guerra do Chile.
As primeiras 200 medalhas de Mérito militar foram cunhadas em ouro e prata, recebendo os títulos de primeira e segunda classe, respectivamente. Cunhadas na Casa da Moeda, usava uma fita tricolor, mas com a ordem das cores da forma usada antes de 1915. A Medalha recebeu pequenas regulamentações para a concessão em junho de 1910 e maio de 1911, quando foi estabelecido que a medalha seria concedida apenas em 18 de setembro, através de proposta escrita dos candidatos a ela.
Atualmente, seu chanceler é o ministro das Relações Exteriores do Chile. Reservada apenas a estrangeiros, possui as seguintes graduações:
- Colar
- Grã-Cruz
- Grande-Oficial
- Comendador
- Oficial
- Cavaleiro

## Fonte
- «Condecoraciones» (em espanhol). Ministerio de Relaciones Exteriores de Chile